# Riu Kalix
El riu Kalix (en suec: Kalix älv o quotidianament: Kalixälven; en sami septentrional, Gáláseatnu; en meänkieli, Kaihnuunväylä (part baixa) i Kaalasväylä (part alta)) és un riu europeu que discorre pel nord de Suècia i desemboca en el golf de Bòtnia. Té una longitud aproximada de 461 km i drena una conca de 18.130 km² (similar a països com Eslovènia o Kuwait).

## Geografia

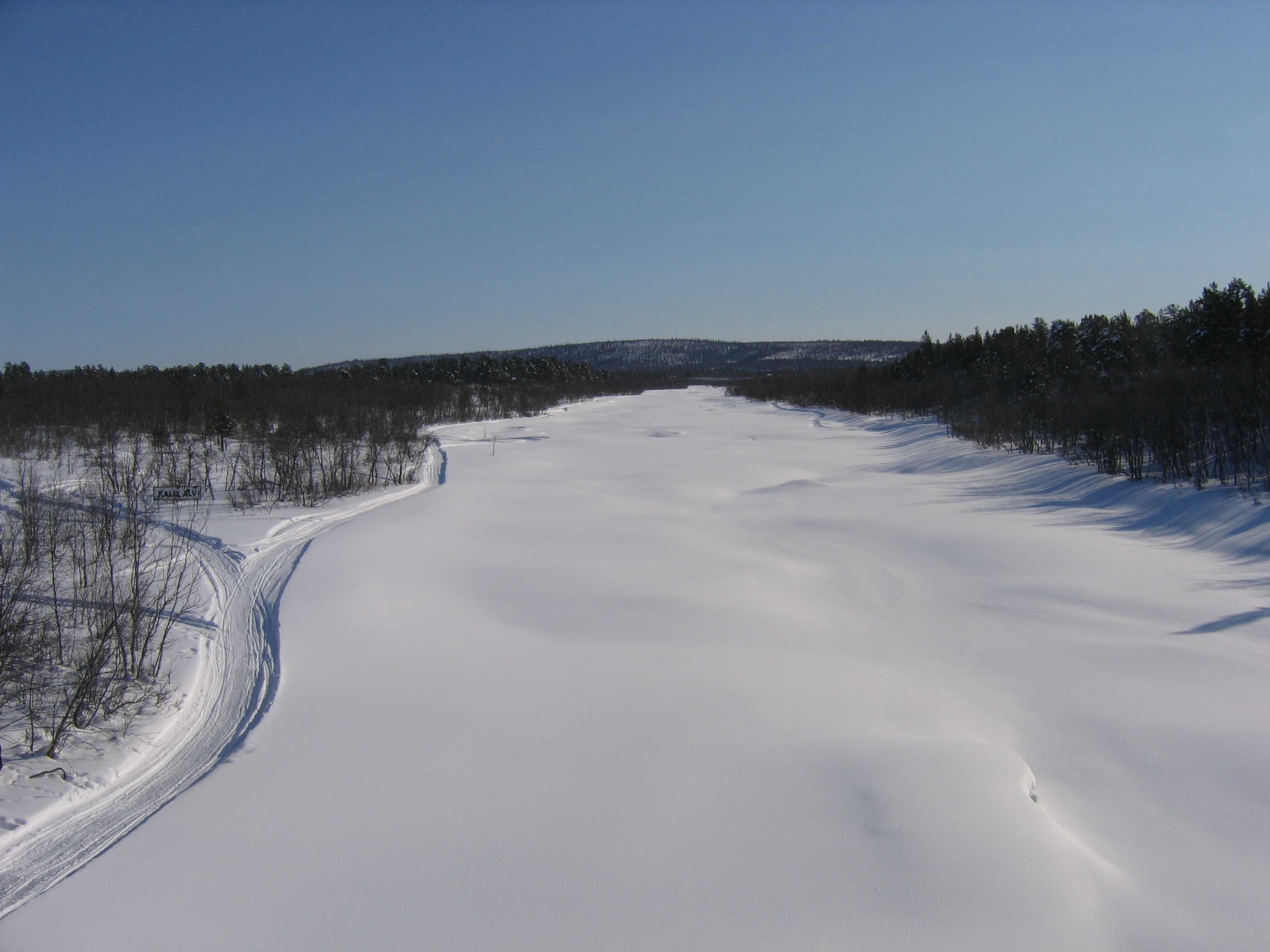
El Kalix gelat a Kalixforsbron (març de 2008).

El riu Kalix és un dels quatre grans rius de Norrland, al nord de Suècia, que està afectat per la construcció de centrals d'energia hidroelèctrica. El riu corre des de la serralada Kebnekajse, al municipi de Kiruna, i va en direcció sud-est a través de la regió la Lapònia sueca, per la banda sud del comtat de Norrbotten, fins a desguassar al golf de Bòtnia, al sud-est de Kalix.
El riu Kalix és el tercer riu en longitud de la província de Norrbotten, després del riu Torne (522 km) i el riu Lule (amb 460,81 km, només lleugerament més llarg).
Els seus principals afluents són els rius Tvärån, Ängesån i Tärendö (208,9 km), que és una bifurcació que pren aigua del riu Torne.
El seu salt d'aigua més gran és el de Jokkfall, al municipi de Jokkmokk.